# Marisa Matias
Marisa Isabel dos Santos Matias (Coimbra, 20 februari 1976) is een Portugees sociologe en politica. Als sociologe houdt ze zich vooral bezig met thema's op het gebied van het milieu en de volksgezondheid. In 2009 is ze gekozen in het Europees Parlement voor het Links Blok dat deel uitmaakt van de fractie GUE/NGL.
Ze studeerde aan de Universiteit van Coimbra, waar ze promoveerde op een proefschrift over het milieu, gezondheid en burgerschap. Over deze thema's publiceerde ze verschillende wetenschappelijke artikelen. Sinds 2000 is ze medewerkster aan deze universiteit.
Ze is lid van het bestuur en de Politieke Commissie van het Links Blok. Zij was een van de leiders van de beweging voor decriminalisering van het abortus toen in 2007 een nationaal referendum over dit onderwerp werd gehouden. Ook stond zij aan het hoofd van een beweging die ijverde tegen de bouw van een afvalverbrandingsinstallatie in Souselas.
In het Europees Parlement is zij lid van de Commissies van Industrie, van Onderzoek en van Energie, en van de Commissie van Milieu, Gezondheid en Voedselzekerheid. Ook maakt zij deel uit van de delegaties voor relaties met de landen van de Mashreq, met de Palestijnse Wetgevende Raad en met Zuid-Afrika. In 2010 was zij rapporteur voor een richtlijnswijziging die tot doel heeft de toegang van gefalsificeerde medicijnen tot de legale distributieketen te verhinderen.
- Gemeinsame Normdatei: 1057336548
- International Standard Name Identifier: 0000 0004 3135 5699
- Library of Congress Control Number: nb2016008715
- Système universitaire de documentation: 132796023
- Virtual International Authority File: 310565954
- WorldCat: E39PBJbWrMWrCVqXg3MfYXrg8C